# Serie B 2019-2020 (pallamano maschile)
La Serie B 2019-2020 è stata la 48ª edizione del terzo massimo torneo di pallamano maschile in Italia.
Il campionato è stato sospeso il 7 marzo 2020 a causa della pandemia di COVID-19 e non ha emesso verdetti.

## Avvenimenti
In questa stagione le campane (Atellana, Capua, ENDAS Capua, Lanzara e Valentino Ferrara) compongono un girone con la Handball Flavioni. Le calabresi Crotone e Terranova comporranno un girone con le pugliesi Fidelis Andria, Ginosa, Pallamano Fasano, Altamura e Gymnica Sveva. La Valentino Ferrara gioca le gare interne a Cerreto Sannita (BN), la New Capua al C.S. Polivalente (Capua), l'ENDAS al Palazzetto di Via Nassiriya (Capua).
Il campionato subisce uno stop di quasi un mese per l'emergenza di Coronavirus che colpisce l'Italia. Il 5 aprile la Federazione decide di chiudere anticipatamente la stagione regolare dal momento che risulta difficile concludere il campionato. Non ci sono promozioni. Successivamente Pallamano Carpi, Pallamano Follonica, Lanzara, Haenna, Messina, Crazy Reusia e Il Giovinetto sono state ripescate in A2.

## Gironi

### Girone A

#### Squadre partecipanti
| Squadra                         | Città                       |
| ------------------------------- | --------------------------- |
| Pallamano Città Giardino        | Torino                      |
| Pallamano Cologne B             | Cologne (BS)                |
| Pallamano CUM Petere Valpellice | Cavour (TO)                 |
| Polisportiva Ferrarin           | San Donato Milanese (MI)    |
| Pallamano Palazzolo             | Palazzolo sull'Oglio (BS)   |
| Pallamano San Camillo Imperia   | Imperia                     |
| Pallamano San Martino           | San Martino Siccomario (PV) |
| Pallamano Vigevano              | Vigevano (PV)               |

#### Classifica
|  | Pos. | Squadra               | Pt | %    | G | V | N | S | GF  | GS  | D   | Note |
|  | ---- | --------------------- | -- | ---- | - | - | - | - | --- | --- | --- | ---- |
|  | 1.   | Cologne B             | 17 | 1.88 | 9 | 8 | 1 | 0 | 241 | 186 | +56 |      |
|  | 2.   | Pol. Ferrarin         | 15 | 1.66 | 9 | 7 | 1 | 1 | 267 | 227 | +40 |      |
|  | 3.   | San Camillo Imperia   | 13 | 1.44 | 9 | 6 | 1 | 2 | 278 | 233 | +45 |      |
|  | 4.   | CUM Petere Valpellice | 10 | 1.11 | 9 | 4 | 2 | 3 | 276 | 240 | +36 |      |
|  | 5.   | Città Giardino        | 8  | 0.88 | 9 | 3 | 2 | 4 | 222 | 236 | -14 |      |
|  | 6.   | San Martino           | 4  | 0.44 | 9 | 1 | 2 | 6 | 212 | 255 | -43 |      |
|  | 7.   | Palazzolo             | 3  | 0.33 | 9 | 1 | 1 | 7 | 201 | 221 | -20 |      |
|  | 8.   | Vigevano              | 2  | 0.22 | 9 | 1 | 0 | 8 | 196 | 295 | -99 |      |

### Girone B

#### Squadre partecipanti
| Squadra                       | Città                      |
| ----------------------------- | -------------------------- |
| Algund                        | Lagundo (BZ)               |
| H.A.V. Schio                  | Schio (VI)                 |
| Cellini Padova                | Padova                     |
| CM PLAST CUS Venezia          | Venezia                    |
| U.S. Torri B                  | Torri di Quartesolo (VI)   |
| Mondo Sport Belluno           | Belluno                    |
| Musile                        | Musile di Piave (VE)       |
| Pallamano Olimpica Dossobuono | Villafranca di Verona (VR) |
| Jolly Handball                | Campoformido (UD)          |
| Jolly Povegliano H.C.         | Vigasio (VR)               |
| Malo B                        | Malo (VI)                  |
| Arcobaleno Oriago             | Mirano (VE)                |
| Schio 2018                    | Schio (VI)                 |

#### Classifica
|  | Pos. | Squadra            | Pt | %    | G  | V  | N | S  | GF  | GS  | D    | Note     |
|  | ---- | ------------------ | -- | ---- | -- | -- | - | -- | --- | --- | ---- | -------- |
|  | 1.   | Algund             | 26 | 1.73 | 15 | 13 | 0 | 2  | 454 | 333 | +121 |          |
|  | 2.   | O. Dossobuono      | 22 | 1.57 | 14 | 11 | 0 | 3  | 399 | 361 | +38  |          |
|  | 3.   | CUS Venezia        | 19 | 1.35 | 14 | 9  | 1 | 4  | 407 | 358 | +49  |          |
|  | 4.   | Musile             | 16 | 1.06 | 15 | 8  | 0 | 7  | 327 | 323 | +4   |          |
|  | 5.   | Cellini Padova     | 15 | 1.15 | 13 | 7  | 1 | 5  | 345 | 307 | +38  |          |
|  | 6.   | Torri B            | 14 | 1.07 | 13 | 7  | 0 | 6  | 354 | 313 | +41  |          |
|  | 7.   | Arcobaleno Oriago  | 15 | 1.07 | 15 | 6  | 3 | 5  | 270 | 257 | +13  |          |
|  | 8.   | Malo B             | 14 | 1.07 | 13 | 6  | 2 | 5  | 344 | 344 | +0   |          |
|  | 9.   | Jolly Campoformido | 12 | 0.92 | 13 | 6  | 0 | 7  | 369 | 324 | +45  |          |
|  | 10.  | Firex Belluno      | 9  | 0.69 | 13 | 3  | 3 | 7  | 350 | 361 | -11  |          |
|  | 11.  | Schio 2018         | 4  | 0.22 | 15 | 1  | 2 | 12 | 351 | 429 | -78  |          |
|  | 12.  | Povegliano         | 0  | 0.00 | 14 | 0  | 0 | 14 | 247 | 507 | -260 |          |
|  | 13.  | H.A.V. Schio       | 0  | 0.00 | 0  | 0  | 0 | 0  | 0   | 0   | +0   | Ritirata |

### Girone C

#### Squadre partecipanti
| Squadra                   | Città                      |
| ------------------------- | -------------------------- |
| Estense Ferrara           | Ferrara                    |
| Handball Carpi            | Carpi (MO)                 |
| Pallamano Romagna B       | Faenza (RA)                |
| Scuola Pallamano Modena   | Modena                     |
| HC Felino                 | Felino (PR)                |
| Pallamano Marconi Jumpers | Castelnovo di Sotto (RE)   |
| Rapid Nonantola           | Nonantola (MO)             |
| Pallamano Savena          | San Lazzaro di Savena (BO) |
| Secchia Rubiera B         | Rubiera (RE)               |

#### Classifica
|  | Pos. | Squadra           | Pt | %    | G  | V  | N | S  | GF  | GS  | D    | Note |
|  | ---- | ----------------- | -- | ---- | -- | -- | - | -- | --- | --- | ---- | ---- |
|  | 1.   | Carpi             | 23 | 1.53 | 15 | 11 | 1 | 3  | 423 | 335 | +88  |      |
|  | 2.   | Secchia Rubiera B | 22 | 1.46 | 15 | 11 | 0 | 4  | 406 | 342 | +64  |      |
|  | 3.   | Rapid Nonantola   | 21 | 1.40 | 15 | 10 | 1 | 4  | 440 | 372 | +68  |      |
|  | 4.   | SP Modena         | 19 | 1.26 | 15 | 9  | 1 | 5  | 412 | 374 | +38  |      |
|  | 5.   | Marconi Jumpers   | 18 | 1.12 | 16 | 9  | 0 | 7  | 416 | 388 | +28  |      |
|  | 6.   | Estense Ferrara   | 14 | 0.93 | 15 | 6  | 2 | 7  | 341 | 339 | +2   |      |
|  | 7.   | Savena            | 13 | 0.86 | 15 | 5  | 3 | 7  | 401 | 439 | -38  |      |
|  | 8.   | Felino            | 1  | 0.06 | 15 | 0  | 1 | 14 | 351 | 529 | -178 |      |
|  | 9.   | Romagna B (-5)    | 0  | 0.00 | 15 | 2  | 1 | 12 | 306 | 378 | -72  |      |

### Girone D

#### Squadre partecipanti
| Squadra                 | Città                |
| ----------------------- | -------------------- |
| ASALB Bastia            | Bastia Umbra (PG)    |
| Pallamano Carrara       | Carrara              |
| Pallamano Follonica     | Follonica (GR)       |
| Pallamano Grosseto      | Grosseto             |
| Pallamano Medicea       | Poggio a Caiano (PO) |
| Pallamano Montecarlo    | Montecarlo (LU)      |
| Olimpic Massa Marittima | Massa Marittima (GR) |
| Petrarca Arezzo         | Arezzo               |
| Pallamano Prato         | Prato                |
| Pallamano Spezia        | La Spezia            |

#### Classifica
|  | Pos. | Squadra              | Pt | %    | G  | V  | N | S  | GF  | GS  | D    | Note |
|  | ---- | -------------------- | -- | ---- | -- | -- | - | -- | --- | --- | ---- | ---- |
|  | 1.   | Follonica            | 24 | 2.00 | 12 | 12 | 0 | 0  | 432 | 320 | +112 |      |
|  | 2.   | Olimpic M. Marittima | 24 | 1.84 | 13 | 12 | 0 | 1  | 403 | 322 | +81  |      |
|  | 3.   | Petrarca Arezzo      | 17 | 1.30 | 13 | 10 | 0 | 3  | 411 | 362 | +49  |      |
|  | 4.   | Ginnastica Spezia    | 14 | 1.16 | 12 | 6  | 2 | 4  | 273 | 283 | -10  |      |
|  | 5.   | Grosseto             | 12 | 0.92 | 13 | 6  | 0 | 7  | 362 | 393 | -31  |      |
|  | 6.   | Prato                | 14 | 0.76 | 13 | 5  | 0 | 8  | 317 | 344 | -27  |      |
|  | 7.   | ASALB Bastia         | 9  | 0.69 | 13 | 4  | 1 | 8  | 317 | 347 | -30  |      |
|  | 8.   | Medicea              | 6  | 0.46 | 13 | 3  | 0 | 10 | 283 | 341 | -58  |      |
|  | 9.   | Carrara              | 5  | 0.38 | 13 | 2  | 1 | 10 | 364 | 409 | -45  |      |
|  | 10.  | Montecarlo           | 4  | 0.30 | 13 | 2  | 0 | 11 | 285 | 326 | -41  |      |

### Girone E

#### Squadre partecipanti
| Squadra                        | Città                    |
| ------------------------------ | ------------------------ |
| CUS Ancona                     | Ancona                   |
| Pallamano Camerano U19         | Camerano (AN)            |
| Pallamano Chiaravalle B        | Chiaravalle (AN)         |
| CUS Chieti                     | Chieti                   |
| Handball Città Sant'Angelo U19 | Città Sant'Angelo (PE)   |
| Pallamano Falconara            | Falconara Marittima (AN) |
| Pallamano Guardiagrele         | Guardiagrele (CH)        |
| Pallamano Cingoli B            | Cingoli (MC)             |
| Lions Teramo U19               | Teramo                   |
| HC Monteprandone               | Monteprandone (AP)       |
| NHC PROGER Teramo              | Teramo                   |
| Pallamano Pescara              | Pescara                  |

#### Classifica
|  | Pos. | Squadra               | Pt | %    | G  | V  | N | S  | GF  | GS  | D   | Note |
|  | ---- | --------------------- | -- | ---- | -- | -- | - | -- | --- | --- | --- | ---- |
|  | 1.   | CUS Ancona            | 20 | 1.53 | 13 | 10 | 0 | 3  | 356 | 276 | +80 |      |
|  | 2.   | Monteprandone         | 21 | 1.50 | 14 | 10 | 1 | 3  | 427 | 372 | +55 |      |
|  | 3.   | CUS Chieti            | 19 | 1.46 | 13 | 8  | 3 | 2  | 386 | 336 | +50 |      |
|  | 4.   | NHC PROGER Teramo     | 19 | 1.46 | 13 | 9  | 1 | 3  | 371 | 327 | +44 |      |
|  | 5.   | Pescara               | 17 | 1.17 | 14 | 8  | 1 | 5  | 390 | 362 | +28 |      |
|  | 6.   | Lions Teramo U19      | 16 | 1.14 | 14 | 8  | 0 | 6  | 368 | 391 | -23 |      |
|  | 7.   | Città Sant'Angelo U19 | 11 | 0.78 | 14 | 5  | 1 | 8  | 369 | 381 | -12 |      |
|  | 8.   | Falconara             | 8  | 0.66 | 12 | 4  | 0 | 8  | 312 | 337 | -25 |      |
|  | 9.   | Cingoli B             | 8  | 0.61 | 13 | 4  | 0 | 9  | 356 | 399 | -43 |      |
|  | 10.  | Guardiagrele          | 5  | 0.35 | 14 | 2  | 1 | 11 | 337 | 396 | -59 |      |
|  | 11.  | Camerano U19          | 4  | 0.28 | 14 | 2  | 0 | 12 | 354 | 449 | -95 |      |

### Girone F

#### Squadre partecipanti
| Squadra                       | Città                |
| ----------------------------- | -------------------- |
| U.S.C. Atellana Handball      | Orta di Atella (CE)  |
| ENDAS Capua                   | Capua (CE)           |
| Flavioni Civitavecchia        | Civitavecchia (Roma) |
| HC Lanzara                    | Salerno              |
| New Handball Capua            | Capua (CE)           |
| "Valentino Ferrara" Benevento | Benevento            |

#### Classifica
|  | Pos. | Squadra        | Pt | %    | G | V | N | S | GF  | GS  | D   | Note    |
|  | ---- | -------------- | -- | ---- | - | - | - | - | --- | --- | --- | ------- |
|  | 1.   | Lanzara        | 14 | 1.75 | 8 | 7 | 0 | 1 | 254 | 187 | +67 |         |
|  | 2.   | USC Atellana   | 12 | 1.50 | 8 | 6 | 0 | 2 | 201 | 172 | +29 |         |
|  | 3.   | NH Capua       | 5  | 0.62 | 8 | 2 | 1 | 5 | 171 | 194 | -23 |         |
|  | 4.   | V.F. Benevento | 4  | 0.50 | 8 | 1 | 2 | 5 | 218 | 252 | -34 |         |
|  | 5.   | Flavioni       | 3  | 0.37 | 8 | 1 | 1 | 6 | 158 | 207 | -49 |         |
|  | 6.   | ENDAS Capua    | 0  | 0.00 | 0 | 0 | 0 | 0 | 0   | 0   | +0  | Esclusa |

### Girone G
| Squadra                           | Città                    |
| --------------------------------- | ------------------------ |
| Pallamano Altamura                | Altamura (BA)            |
| Atletico Lamezia                  | Lamezia Terme (CZ)       |
| Pallamano Crotone                 | Crotone                  |
| Pallamano Fasano                  | Fasano (BR)              |
| Fidelis Andria                    | Andria                   |
| A.S.D. Polisportiva Gymnica Sveva | Andria                   |
| A.S.D. Ginosa Handball            | Ginosa (TA)              |
| Terranova                         | Terranova da Sibari (CS) |

#### Classifica
|  | Pos. | Squadra        | Pt | %     | G | V | N | S | GF  | GS  | D   | Note     |
|  | ---- | -------------- | -- | ----- | - | - | - | - | --- | --- | --- | -------- |
|  | 1.   | Fidelis Andria | 10 | 1.42  | 7 | 5 | 0 | 2 | 214 | 163 | +51 |          |
|  | 2.   | Fasano (-3)    | 7  | 1.16  | 6 | 5 | 0 | 1 | 173 | 145 | +28 |          |
|  | 3.   | Altamura       | 7  | 1.16  | 6 | 3 | 1 | 2 | 146 | 152 | -6  |          |
|  | 4.   | Crotone        | 6  | 1.00  | 6 | 3 | 0 | 3 | 129 | 121 | +8  |          |
|  | 5.   | Terranova (-3) | 2  | 0.28  | 7 | 2 | 1 | 4 | 145 | 187 | -43 |          |
|  | 6.   | Ginosa (-8)    | -8 | -1.33 | 6 | 0 | 0 | 6 | 110 | 149 | -39 |          |
|  | 7.   | Gymnica Sveva  | 0  | 0     | 0 | 0 | 0 | 0 | 0   | 0   | +0  | Ritirata |

### Girone H

#### Squadre partecipanti
| Squadra                 | Città           |
| ----------------------- | --------------- |
| Pallamano Haenna        | Enna            |
| ASD Pallamano Aretusa   | Siracusa        |
| Pallamano Messina       | Messina         |
| Crazy Reusia            | Ragusa          |
| Pallamano Il Giovinetto | Petrosino (PA)  |
| AETNA Mascalucia        | Mascalucia (CT) |
| AGRIBLU Scicli          | Scicli (RG)     |

#### Classifica
|  | Pos. | Squadra          | Pt | %    | G  | V  | N | S  | GF  | GS  | D    | Note |
|  | ---- | ---------------- | -- | ---- | -- | -- | - | -- | --- | --- | ---- | ---- |
|  | 1.   | Haenna           | 24 | 1.71 | 14 | 12 | 0 | 2  | 385 | 293 | +92  |      |
|  | 2.   | Aretusa          | 20 | 1.42 | 14 | 9  | 2 | 3  | 376 | 314 | +62  |      |
|  | 3.   | AGRIBLU Scicli   | 20 | 1.42 | 14 | 10 | 0 | 4  | 390 | 381 | +9   |      |
|  | 4.   | AETNA Mascalucia | 13 | 0.92 | 14 | 6  | 1 | 7  | 358 | 389 | -31  |      |
|  | 5.   | Crazy Reusia     | 12 | 0.85 | 14 | 6  | 0 | 8  | 362 | 385 | -23  |      |
|  | 6.   | Il Giovinetto    | 12 | 0.85 | 14 | 6  | 0 | 8  | 401 | 395 | +6   |      |
|  | 7.   | Messina          | 11 | 0.78 | 14 | 5  | 1 | 8  | 385 | 390 | -5   |      |
|  | 8.   | Messana          | 0  | 0.00 | 14 | 0  | 0 | 14 | 292 | 402 | -110 |      |

### Girone I

#### Squadre partecipanti
| Squadra                  | Città          |
| ------------------------ | -------------- |
| CUS Sassari              | Sassari        |
| CUS Sassari U19          | Sassari        |
| Pallamano Selargius      | Selargius (CA) |
| Verdeazzurro Sassari U19 | Sassari        |

#### Classifica
|  | Pos. | Squadra         | Pt | %    | G  | V  | N | S | GF  | GS  | D    | Note |
|  | ---- | --------------- | -- | ---- | -- | -- | - | - | --- | --- | ---- | ---- |
|  | 1.   | CUS Sassari     | 22 | 1.83 | 12 | 11 | 0 | 1 | 378 | 263 | +115 |      |
|  | 2.   | CUS Sassari U19 | 15 | 1.29 | 12 | 7  | 1 | 4 | 348 | 328 | +20  |      |
|  | 3.   | Verdeazurro U19 | 6  | 0.50 | 12 | 3  | 0 | 9 | 326 | 369 | -43  |      |
|  | 4.   | Selargius       | 5  | 0.41 | 12 | 2  | 1 | 9 | 268 | 360 | -92  |      |